# Monte Aprazível
Monte Aprazível este un oraș în São Paulo (SP), Brazilia.